# Anneliese Rothenberger

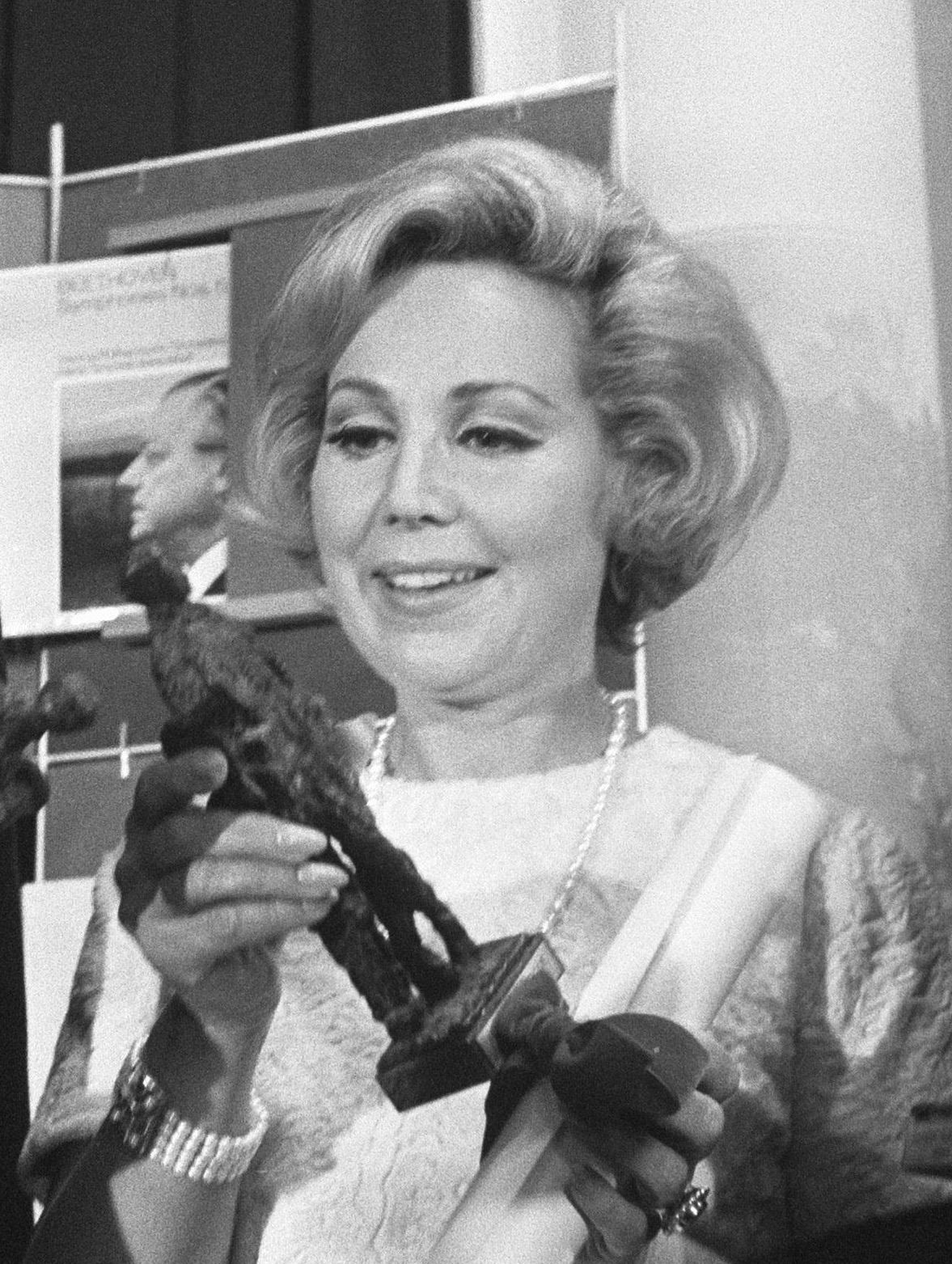
Anneliese Rothenberger, 1969

Anneliese Rothenberger (Mannheim, 19 giugno 1924 – Münsterlingen, 24 maggio 2010) è stata un soprano tedesco.

## Biografia
Nata nel Baden-Württemberg, studiò musica alla Musikhochschule con Erika Müller. Il debutto avvenne nel 1943 al Teatro municipale di Coblenza, prima come attrice e in seguito come cantante.
La carriera di soprano vera e propria iniziò nel dopoguerra ad Amburgo. Nel periodo 1945-1956 svolse attività  radiofonica e lavorò per l'Opera di Düsseldorf, iniziando anche la lunga collaborazione con l'Opera di Stato di Vienna nel 1953 e con il Festival di Salisburgo nel 1954.
Nel 1960 debuttò al Teatro alla Scala di Milano, al Metropolitan di New York e al festival di Glyndebourne. Apparve su tutte le grandi scene liriche d'Europa e d'America.
Il repertorio fu rivolto principalmente a Mozart (Costanza, Susanna,  Pamina ecc.) e Richard Strauss (Sofia, Zdenka, ecc). Affrontò anche Lortzing (Undine, Der Wildschütz), Flotow (Martha), Strauß (Die Fledermaus), Verdi (Rigoletto, La traviata). Frequentò inoltre il repertorio dell'operetta, nell'area tedesca genere nobile e molto amato.
Grazie anche ai film musicali, alle apparizioni televisive e alla attività discografica, divenne molto popolare nel suo paese ed in Austria. Oltre che per la pregevole vocalità di soprano lirico e di coloratura, è ricordata per la bella figura scenica.
Nel 1972 pubblicò l'autobiografia Melodie meines Lebens.

## Repertorio operistico
| Ruolo                | Titolo                        | Autore           |
| -------------------- | ----------------------------- | ---------------- |
| Marzelline           | Fidelio                       | Beethoven        |
| Marie                | Wozzeck                       | Berg             |
| Lulu                 | Lulu                          | Berg             |
| Galatea              | Polifemo                      | Bononcini        |
| Lucy Lockit          | The Beggar's Opera            | Britten          |
| Margiana             | Der Barbier von Bagdad        | Cornelius        |
| Norina               | Don Pasquale                  | Donizetti        |
| Lady Harriet         | Martha                        | Flotow           |
| Amor Euridice        | Orfeo ed Euridice             | Gluck            |
| Amarilli             | Il pastor fido                | Händel           |
| Flaminia             | Il mondo della luna           | Haydn            |
| Gretel               | Hänsel und Gretel             | Humperdinck      |
| Hanna Glawari        | Die lustwige Witwe            | Lehár            |
| Angèle Didier        | Der Graf von Luxemburg        | Lehár            |
| Maria Anna Elisa     | Paganini                      | Lehár            |
| Lisa                 | Das Land des Lächelns         | Lehár            |
| Nedda                | Pagliacci                     | Leoncavallo      |
| Undine               | Undine                        | Lortzing         |
| Baronin Freimann     | Der Wildschütz                | Lortzing         |
| Sylva Varescu        | Die Csárdáfürstin             | Kálmán           |
| Mariza               | Gräfin Mariza                 | Kálmán           |
| Ilia                 | Idomeneo                      | Mozart           |
| Blondchen Kostanze   | Die Entführung aus dem Serail | Mozart           |
| Susanna              | Le nozze di Figaro            | Mozart           |
| Zerlina              | Don Giovanni                  | Mozart           |
| Fiordiligi           | Così fan tutte                | Mozart           |
| Pamina Papagena      | Die Zauberflöte               | Mozart           |
| Ksenija              | Boris Godunov                 | Musorgskij       |
| Sœur Costance        | Dialogues des carmélites      | Poulenc          |
| Mimì Musetta         | La bohème                     | Puccini          |
| Cio-Cio-San          | Madama Butterfly              | Puccini          |
| Belinda              | Dido and Aeneas               | Purcell          |
| Eurydice             | Orphée aux enfers             | Offenbach        |
| Hélène               | La belle Hélène               | Offenbach        |
| Adele Rosalinde      | Die Fledermaus                | Strauss, Johann  |
| Annina               | Eine Nacht in Venedig         | Strauss, Johann  |
| Sophie               | Der Rosenkavalier             | Strauss, Richard |
| Der Komponist Najade | Ariadne auf Naxos             | Strauss, Richard |
| Zdenka               | Arabella                      | Strauss, Richard |
| Anne Truelove        | The Rake's Progress           | Stravinskij      |
| Beatrice             | Boccaccio                     | Suppè            |
| Gilda                | Rigoletto                     | Verdi            |
| Violetta Valéry      | La traviata                   | Verdi            |
| Oscar                | Un ballo in maschera          | Verdi            |
| Voce dal cielo       | Don Carlo                     | Verdi            |
| Wadvogel             | Siegfried                     | Wagner           |
| Blumenmädchen        | Parsifal                      | Wagner           |

## Discografia
- Arabella, con Lisa Della Casa, Dietrich Fischer-Dieskau, Otto Edelmann, Kurt Roesche, dir. Joseph Keilberth - dal vivo Vienna 1958 ed. Lyric Distribution
- Arabella, con Lisa Della Casa, Dietrich Fischer-Dieskau, Karl Christian Kohn, Georg Paskuda, dir. Joseph Keilberth - dal vivo Monaco 1963 DG
- Le nozze di Figaro (in tedesco), con Walter Berry, Hilde Gueden, Edith Mathis, Hermann Prey, dir. Otmar Suitner - 1964 EMI
- Hänsel und Gretel, con Irmgard Seefried, Walter Berry, Grace Hoffmann, dir. André Cluytens - 1964 EMI
- La bohème (Musetta), con Renata Tebaldi, Franco Corelli, Frank Guarrera, Jerome Hines, dir. Fausto Cleva - dal vivo Met 1965 ed. Bongiovanni
- Orfeo ed Euridice, con Grace Bumbry, Ruth-Margret Putz, dir. Václav Neumann - 1966 EMI
- Il ratto dal serraglio, con Lucia Popp, Nicolai Gedda, Gerhard Unger, Gottlob Frick, dir. Josef Krips - 1966 Odeon/EMI
- Lulu, con Toni Blankenheim, Gerhard Unger, Kim Borg, dir. Leopold Ludwig - 1967 EMI-Electrola
- Undine, con Ruth-Margret Putz, Nicolai Gedda, Hermann Prey, Hans-Gunther Grimm, Sieglinde Wagner, dir. Robert Heger - 1967 EMI
- Die lustige Witwe [1946, 1950] - Franz Lehár/Tonhalle-Orchester Zürich/Hamburg Radio Chorus & Symphony Orchestra/Rudolf Schock/Anneliese Rothenberger, Documents
- La vedova allegra, con Nicolai Gedda, dir. Willy Mattes - 1967 EMI-Electrola
- Martha, con Brigitte Fassbaender, Nicolai Gedda, Hermann Prey, dir. Robert Heger - 1968 EMI-Electrola
- Idomeneo, con Nicolai Gedda, Adolf Dallapozza, Edda Moser, Peter Schreier, dir. Hans Schmidt-Isserstedt - 1972 EMI
- Il flauto magico, con Walter Berry, Peter Schreier, Edda Moser, Olivera Miljakovic, Kurt Moll, dir. Wolfgang Sawallisch - 1972 EMI
- Le cadi dupé, con Walter Berry, Helen Donath, Nicolai Gedda, dir. Otmar Suitner - 1975 EMI
- Die Csárdásfürstin, con Nicolai Gedda, Willy Mattes - Warner
- Millöcker: Der arme Jonathan - Das Hamburger Rundfunkorchester/Anneliese Rothenberger, The Art Of Singing
- Zeller: Der Vogelhändler - Anneliese Rothenberger/Willi Boskovsky/Walter Berry/Wiener Symphoniker/Chor der Wiener Staatsoper in der Volksoper, 1974 EMI/Warner
- Gräfin Mariza - Anneliese Rothenberger/Nicolai Gedda/Olivera Miljakovic/Edda Moser/Kurt Böhme/Willi Brokmeier/Chor der Bayerische Staatsoper München/Symphonie-Orchester Graunke/Willy Mattes, Warner
- Legenden der Operette: Anneliese Rothenberger, EMI/Warner

## Video
- Arabella, con Lisa Della Casa, Dietrich Fischer-Dieskau, Karl Christian Kohn, Georg Paskuda, dir. Joseph Keilberth - dal vivo Monaco 1960 ed. House of Opera (DVD)

## Filmografia
- Maja (Die verschleierte Maja), regia di Géza von Cziffra (1951)
- Der bunte Traum, regia di Géza von Cziffra (1952)
- Oh... Rosalinda!!, regia di Michael Powell e Emeric Pressburger (1955)
- Der Rosenkavalier, regia di Paul Czinner (1962)